# Chaetodon trifasciatus

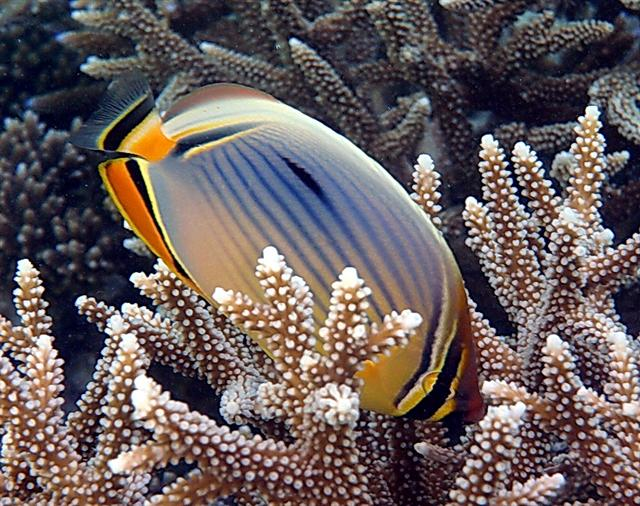
Chaetodon trifasciatus en Maldivas

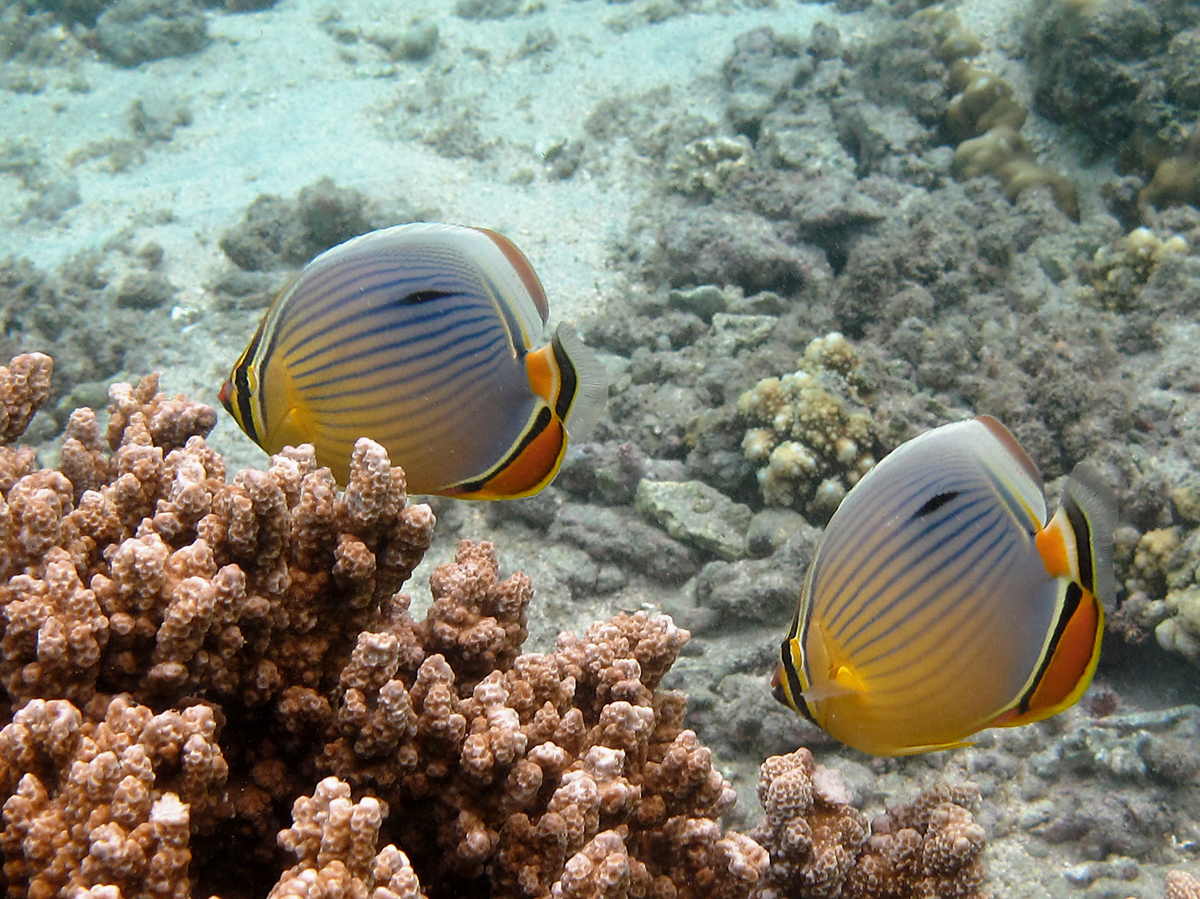
Chaetodon trifasciatus en Reunión

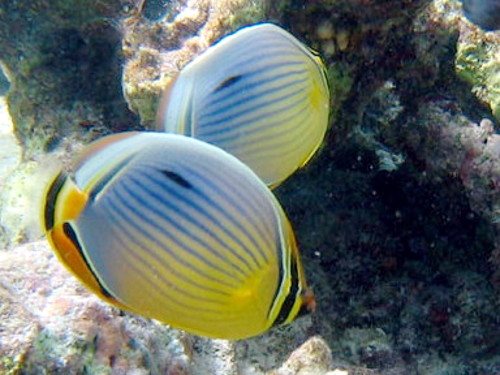

Chaetodon trifasciatus es una especie de pez mariposa del género Chaetodon.
Es de origen Indo-Pacífico, encontrándose en el Índico y en el triángulo de coral. Sin embargo, hasta hace no mucho, su distribución se extendía por todo el océano Pacífico, ya que la especie emparentada Chaetodon lunulatus, que se extiende desde Australia hasta Hawái, era considerada como C. trifasciatus. 

## Morfología
Posee la morfología típica de su familia, cuerpo ovalado y comprimido lateralmente, aunque en su caso, su perfil ovalado es más acentuado. 
La coloración general del cuerpo es rosa claro en la zona dorsal, fundiendo a amarillo hacia el vientre. Varias rayas de color azul-púrpura diagonales, casi horizontales, atraviesan el cuerpo. Las aletas pectorales y las pélvicas son amarillas. Las aletas dorsal, anal y caudal, tienen una línea gruesa en color negro con el margen amarillo. En el margen de la aleta anal, tiene una franja de color marrón rojizo. La cabeza también es amarilla, con la raya negra atravesando el ojo, tan característica del género, que en su caso tiene un margen amarillo. La boca es negra.
Tiene 13 o 14 espinas dorsales, entre 20 y 22 radios blandos dorsales, 3 espinas anales, y entre 18 y 21 radios blandos anales.
Alcanza los 15 cm de largo.
Su parecido con la especie C. lunulatus es enorme.  Se trata de especies casi idénticas en apariencia, diferenciándose en que C. trifasciatus tiene la parte anterior de la aleta caudal amarilla-naranja y C. lunulatus tiene esa parte blanca-azulada; y también en que las bandas negras que atraviesan los ojos, en el caso de C. trifasciatus no se llegan a unir en la parte superior de la cabeza, mientras que en C. lunulatus si lo hacen. Por otro lado, en áreas donde los rangos de distribución se unen, como en isla Navidad, se producen hibridaciones entre las dos especies, resultando individuos cuyas diferencias reseñadas anteriormente se difuminan.

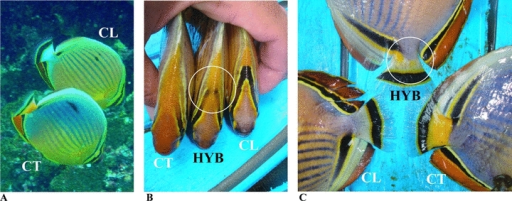
Híbrido de Chaetodon trifasciatus y C. lunulatus

## Hábitat y distribución
Especie asociada a arrecifes, tanto en laderas semiprotegidas exteriores, como en lagunas con rico crecimiento coralino. Normalmente se les ve en parejas. Habitan en colonias coralinas, alimentándose durante el día y resguardándose bajo el coral por la noche. Debido a la mortandad de corales producida por el cambio climático del Niño, en Seychelles se redujo sustancialmente su población, dado el que esta especie se alimenta exclusivamente de corales. Es una especie agresiva y territorial con otras especies del género.
Su rango de profundidad está entre 2 y 20 metros, aunque se han notificado localizaciones entre 0,5 y 1.000 m. Y el rango de temperatura se sitúa entre 6,36 y 29,33 °C.
Se distribuye ampliamente en aguas tropicales del océano Índico y en el triángulo de coral. Es especie nativa de Bangladés; Cocos; Comoros;  India (Islas Andamán y Nicobar); Indonesia; Kenia; Madagascar; Malasia; Maldivas; Mauricio; Mayotte; Micronesia; Mozambique; Reunión; Seychelles; Singapur; Somalia; Sudáfrica; Sri Lanka; Tanzania; Tailandia y Yemen.

## Alimentación
Se alimenta exclusivamente de corales, preferentemente del género Pocillopora.

## Reproducción
Son dioicos, o de sexos separados, ovíparos, y de fertilización externa. El desove sucede antes del anochecer. Forman parejas durante la maduración para toda su vida, y durante el ciclo reproductivo, pero no protegen sus huevos y crías después del desove.